# (175411) Yilan
(175411) Yilan est un astéroïde de la ceinture principale.

## Description
(175411) Yilan est un astéroïde de la ceinture principale. Il fut découvert le 12 août 2006 à l'Observatoire de Lulin par Hong Qin Lin et Ye Quan-Zhi. Il présente une orbite caractérisée par un demi-grand axe de 2,42 UA, une excentricité de 0,17 et une inclinaison de 1,8° par rapport à l'écliptique.

## Compléments